# أوقستي بريفوست
أوقستي بريفوست (بالفرنسية: Auguste Le Prévost)‏ (و. 1787 – 1859 م) هو جيولوجي، ومؤرخ، ولغوي، وسياسي، وعالم آثار، وعالم أشنيات، من فرنسا، ولد في بيرناي، توفي عن عمر يناهز 72 عاماً.

## مناصب
تولى منصب نائب فرنسي، وعضو المجلس العام ‏.